# Giovanni Bertolucci
Pour les articles homonymes, voir Bertolucci.
Giovanni Bertolucci, né le 24 juin 1940 à Parme (Émilie-Romagne) et mort le 17 février 2005 à Rome (Latium), est un producteur italien de cinéma.

## Biographie
Fils d'Ugo Bertolucci, frère d'Attilio (juillet 1906 - 25 septembre 1941), il commence sa carrière en tant que producteur de cinéma en 1967, finançant plus de quarante films réalisés par son cousin Bernardo et d'autres réalisateurs importants, tels que Tinto Brass, d'abord pour le compte d'Euro International Film (it), de Rusconi Film, puis pour Rizzoli Film, et enfin en fondant San Francisco Film avec Aldo Ulisse Passalacqua, qui deviendra plus tard California Film. En 1994, il est nommé au Ruban d'argent du meilleur producteur pour le film Sans pouvoir le dire.

## Filmographie
- 1968 : Partner de Bernardo Bertolucci
- 1969 : Disons, un soir à dîner (Metti, una sera a cena) de Giuseppe Patroni Griffi
- 1970 : Le Conformiste (Il conformista) de Bernardo Bertolucci
- 1970 : La Stratégie de l'araignée (Strategia del ragno) de Bernardo Bertolucci
- 1971 : Romance (Incontro) de Piero Schivazappa
- 1972 : La Drôle d'affaire (La cosa buffa) d'Aldo Lado
- 1973 : Teresa la voleuse (Teresa la ladra) de Carlo Di Palma
- 1974 : Le Parfum de la dame en noir (Il profumo della signora in nero) de Francesco Barilli
- 1974 : Sexe au confessionnal (Sesso in confessionale) de Vittorio De Sisti
- 1974 : Violence et Passion (Gruppo di famiglia in un interno) de Luchino Visconti
- 1975 : La Mazurka du baron (La mazurka del barone, della santa e del fico fiorone) de Pupi Avati
- 1975 : Fantozzi de Luciano Salce
- 1976 : L'Amour, c'est quoi au juste ? (Bruciati da cocente passione) de Giorgio Capitani
- 1976 : L'Innocent (L'innocente) de Luchino Visconti
- 1976 : Il secondo tragico Fantozzi de Luciano Salce
- 1977 : La Chambre de l'évêque (La stanza del vescovo) de Dino Risi
- 1977 : Nenè de Salvatore Samperi
- 1978 : La Fille (Così come sei) de Alberto Lattuada
- 1979 : La luna de Bernardo Bertolucci
- 1980 : Une femme italienne (Oggetti smarriti) de Giuseppe Bertolucci
- 1981 : La Tragédie d'un homme ridicule (La tragedia di un uomo ridicolo) de Bernardo Bertolucci
- 1982 : Vieni avanti cretino de Luciano Salce
- 1983 : La Clef (La chiave) de Tinto Brass
- 1985 : Miranda de Tinto Brass
- 1986 : Il Bi e il Ba (it) de Maurizio Nichetti
- 1986 : La signora della notte (it) de Piero Schivazappa (1986)
- 1987 : Tenerezza d'Enzo Milioni (it)
- 1987 : Vices et Caprices (Capriccio) de Tinto Brass
- 1988 : Arrivederci e grazie (it) de Giorgio Capitani
- 1988 : Snack Bar Budapest de Tinto Brass
- 1988 : Angoisse sur la ligne (Minaccia d'amore) de Ruggero Deodato
- 1988 : ZEN - Zona Espansione Nord de Gian Vittorio Baldi
- 1988 : Un amore di donna de Nelo Risi – producteur délégué
- 1989 : La cintura de Giuliana Gamba
- 1991 : Paprika de Tinto Brass – producteur associé
- 1992 : Così fan tutte de Tinto Brass
- 1992 : Ostinato destino de Gianfranco Albano
- 1992 : Les Petites Canailles (Mamma ci penso io) de Ruggero Deodato
- 1993 : Sans pouvoir le dire (Dove siete? Io sono qui) de Liliana Cavani
- 1995 : La Boîte à fantasmes de Tinto Brass (Fermo posta Tinto Brass) de Tinto Brass
- 1996 : Giovani e belli de Dino Risi
- 1997 : Monella de Tinto Brass
- 2003 : Fallo! de Tinto Brass